# Stadsgehoorzaal Leiden
De Stadsgehoorzaal is een concertgebouw aan de Breestraat in de Nederlandse stad Leiden. Het gebouw omvat naast de Grote Zaal een kamermuziekzaal, de Aalmarktzaal en een historische zaal aan de Breestraat, de Breezaal.

## Geschiedenis

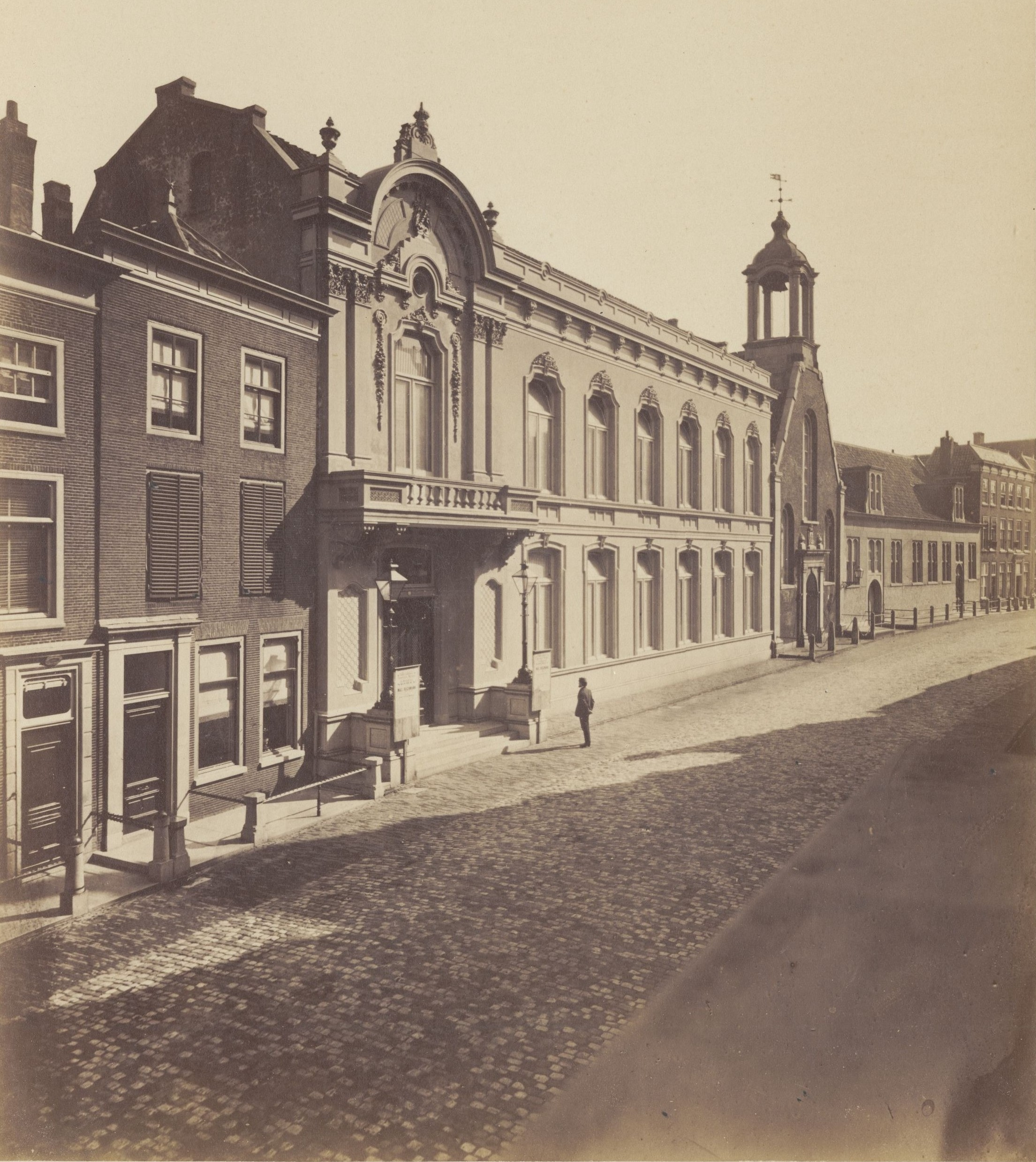
De gehoorzaal van J.W. Schaap

Leiden beschikt reeds meer dan twee eeuwen over een Stadsgehoorzaal. Het eerste gebouw met die naam bevond zich in de Lokhorststraat en werd behalve voor de muze ook gebruikt voor onder meer godsdienstonderwijs aan minvermogenden.
In 1826 werd de tweede Stadsgehoorzaal gebouwd. De aan de Breestraat gelegen linkervleugel van het Sint-Catharinagasthuis werd toen ingericht tot 'Stadsgehoorzaal'. Andere delen van het complex werden onder meer bestemd tot industrieschool en zetel van verschillende verenigingen voor wetenschap en kunst. De Grote Zaal mat 21 x 8,5 meter en de kleine zaal deed met haar breedte van slechts 5 meter haar naam eer aan. In de loop van de 19e eeuw voldeed dit gebouw niet meer. In 1871 kreeg gemeentearchitect Jan Willem Schaap de opdracht een nieuwe gehoorzaal te creëren, tegen het krappe budget van f 45.000,—. Deze nieuwe zaal voldeed aanvankelijk, maar al in 1889 werd zijn schepping verguisd als "tochtig, brandgevaarlijk en derhalve onbruikbaar". De gemeenteraad bleek ontvankelijk voor de aanhoudende klachten en besloot tot een verbouwing. Daartoe werd een pand ter linkerzijde aangekocht om te worden geïncorporeerd in het gebouw. Deze zaal werd in augustus 1889 door een grote brand verwoest.

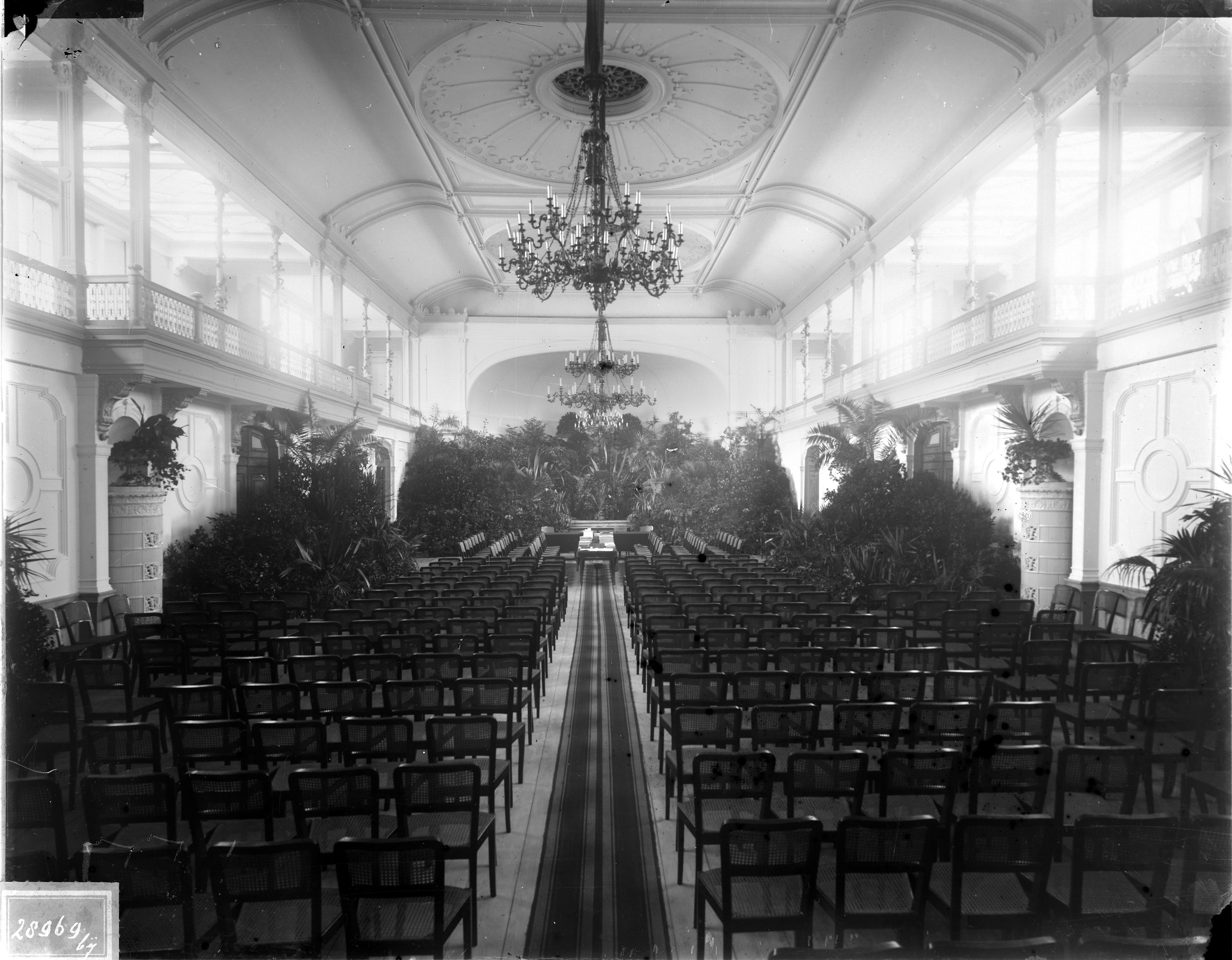
Gezicht in de Grote Zaal voor de brand. Glasnegatief, ca. 1885.

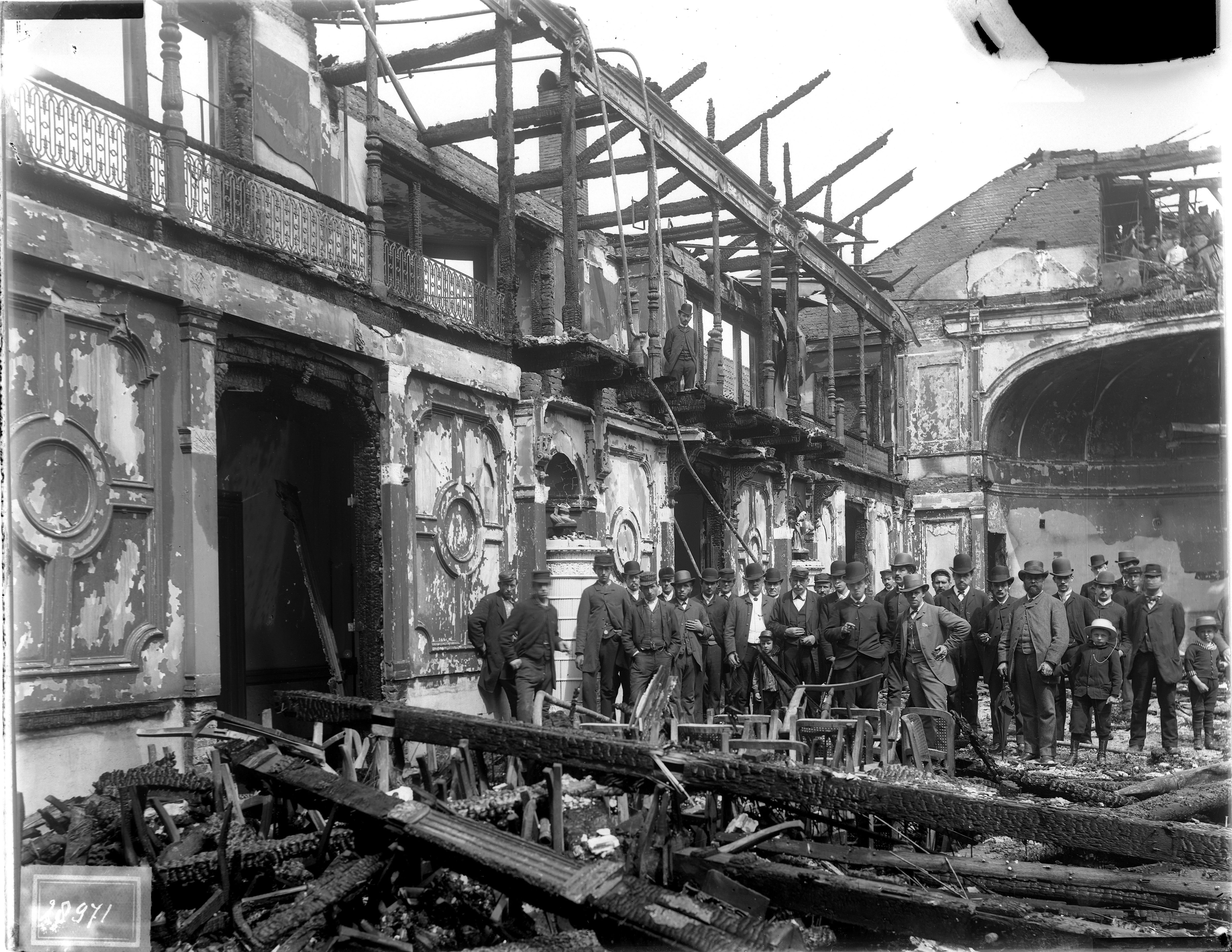
Gezicht op de resten na de brand van 4 augustus 1889 (glasnegatief)

De opvolger van Schaap, de gemeentearchitect Daniël Knuttel, kreeg de opdracht ontwerpen in te dienen voor een nieuwe Stadsgehoorzaal. Samen met directeur D. van der Horst van de gasfabriek ondernam hij een studiereis naar onder meer het Gewandhaus in Leipzig, de Opera in Frankfurt am Main, het Mellinitheater te Hannover en de Berliner Philharmonie. Naar aanleiding van de nieuwe ideeën die zij meebrachten ontstond een discussie in de gemeenteraadsvergadering van 2 januari 1890. Verschillende raadsleden meenden dat een gebouw van zo grote allure vrij zou moeten staan. Raadslid Sturler suggereerde het Gravensteen af te breken en H.S. Jutta stelde voor de Waalse kerk te slopen. Anderen vonden dat een prijsvraag moest worden uitgeschreven.

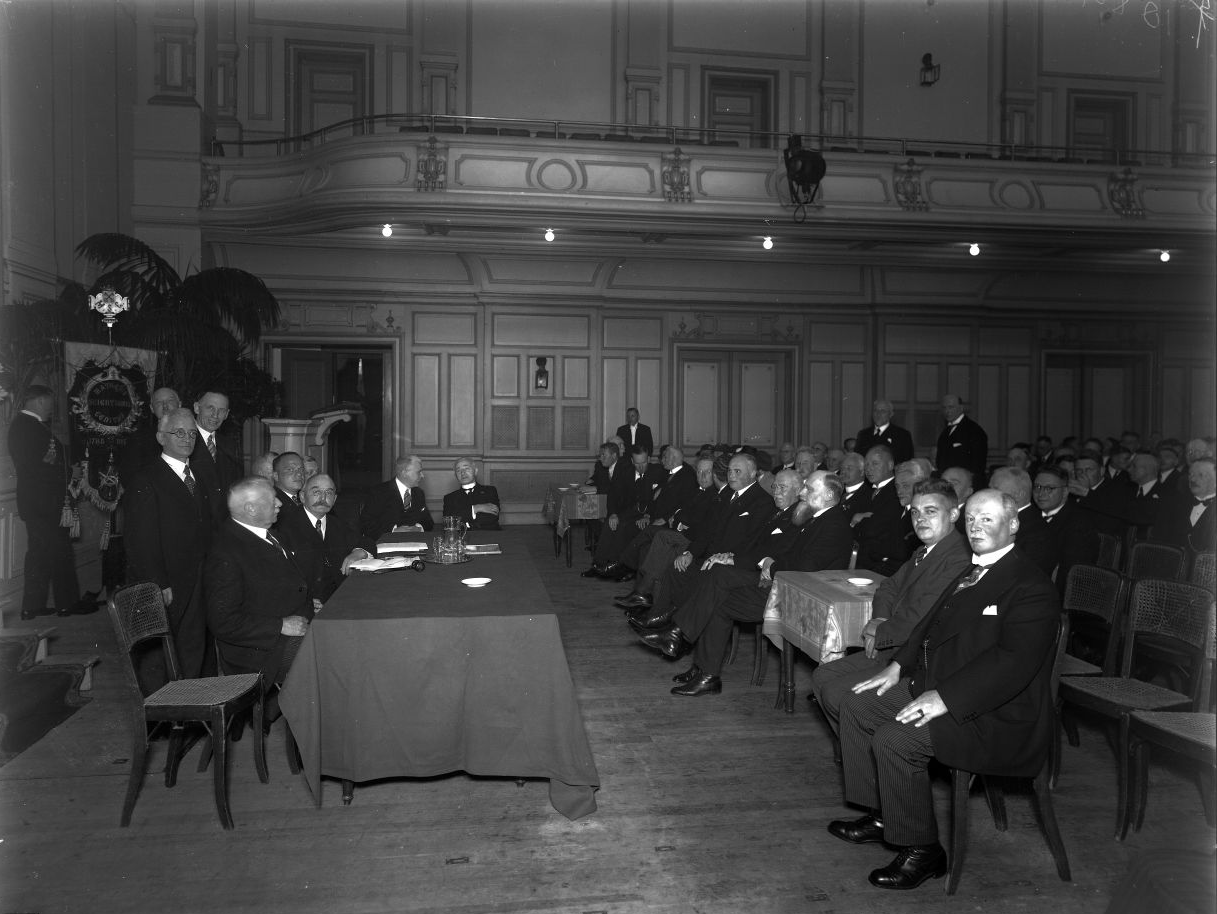
De Grote Zaal in 1935

Het herbouwplan werd uiteindelijk op 24 april 1890 bij de raad ingediend. Reeds de volgende dag ging de eerste spade de grond in. Met de Waalse kerk werd afgesproken de achter de kerk gelegen consistoriekamer en de kosterij af te breken om plaats te maken voor een kleine zaal. In ruil hiervoor liet de gemeente aan de andere kant van de kerk een nieuwe consistoriekamer en kosterij bouwen. Aanvankelijk zat de bouw tegen. Resten van bebouwingen uit vroeger eeuwen vormden aanzienlijke obstakels. Toch werd al in de herfst van 1891 de bouw voltooid. Tegelijkertijd werd de 'Kasteleinswoning' aan de Aalmarkt nr. 7 opgeleverd. In dit gebouw woonden gedurende lange perioden beheerders van de Stadsgehoorzaal. De aanvoer van goederen en de artiesteningang verliep via dit pand.
De Stadsgehoorzaal is een imposant voorbeeld van neorenaissance-architectuur, dat in Nederland nauwelijks meer voorkomt. De voorgevel met de zuilengalerij geeft aan het gebouw een bijzondere allure. Versieringen en ornamenten zijn uitgevoerd in zink en zandsteen. Van het oorspronkelijke interieur (van na de brand in 1889) zijn onderdelen, zoals de lambriseringen en balkons in de Grote Zaal en het gehele interieur van de Breezaal tot op de dag van vandaag behouden gebleven.
Gedurende decennia werden vele aanpassingen en uitbreidingen aangebracht. De Grote Zaal werd voor allerlei uitvoeringen, voorstellingen en bijeenkomsten gebruikt. Tientallen jaren gaf het Residentie Orkest er zijn series abonnementsconcerten en ook het Concertgebouworkest trad regelmatig in Leiden op. In 1966 werd in de Grote Zaal een nieuw concertorgel geplaatst door de orgelbouwer Flentrop. Dit instrument heeft 23 registers met twee manualen en is voorzien van sleepladen met mechanische tractuur.

## Restauratie en vernieuwing

### Eerste fase
Het complex was, na tientallen jaren intensief gebruik voor vele doeleinden, dringend toe aan een structurele vernieuwing en uitbreiding met een kleine zaal. In 1996 werd de Stadsgehoorzaal ingrijpend gerenoveerd onder leiding van architect Kees Spanjers, ook verantwoordelijk voor de renovatie van de Beurs van Berlage in Amsterdam.
Uitgangspunten waren naast herstel, behoud en conservering openheid en verbetering van het comfort. De in de loop der tijd geheel dichtgezette gevel achter de zuilengalerij werd in oorspronkelijke staat hersteld, waardoor de karakteristieke negen bogen weer tot hun recht kwamen en de begane grond een veel lichter en opener aanzicht kreeg. Ook in het interieur van de Grote Zaal werd een aantal belangrijke verbeteringen aangebracht. De verdieping van de zaal en het (flexibele) tribunesysteem verbeterden het zicht op het podium. Door het verwijderen van de in de jaren zestig aangebrachte toneellijst werd de eenheid van podium en zaal hersteld en het podiumoppervlak vergroot. De plaatsing van een drietal lichtbruggen en de vernieuwing van de technische installatie betekenden een vergroting van het aantal gebruiksmogelijkheden. De comfortabele theaterfauteuils, de nieuwe kleuren en het sfeervolle sterren-plafond verrijkten het monumentale concertgebouw.
Het Adviesbureau Peutz Associés werd gevraagd te onderzoeken hoe de waardevolle zaalakoestiek van de Stadsgehoorzaal kon worden behouden na de renovatie. De NUON Zaal aan de Breestraatzijde bleef nog vrijwel geheel intact.

### Tweede fase

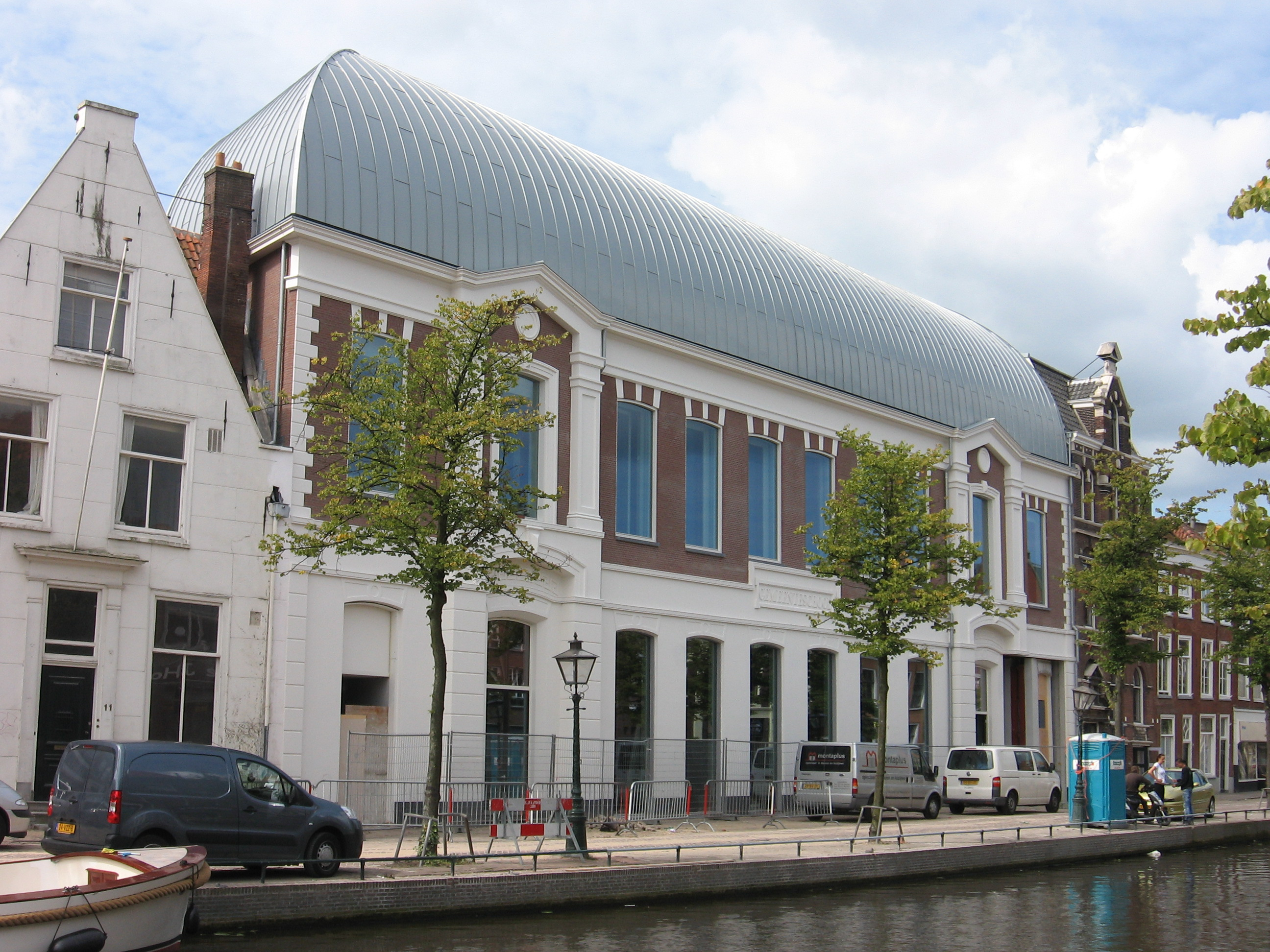
Gevel Aalmarktzaal

In 2004 besloot de gemeente Leiden tot de uitvoering van de tweede fase van de renovatie, als onderdeel van het Aalmarktproject. Architectenbureau Van Mourik uit Den Haag maakte een ontwerp voor een moderne concertzaal met een nieuwe kleine zaal, foyers, kantoren en winkelruimte. Voor de nieuwbouw zijn de Aalmarktschool en de in 1962 gebouwde foyers afgebroken. De gevel van de oude school is met enkele wijzigingen herbouwd, omdat deze onderdeel uitmaakt van een beschermd stadsgezicht. Het rijksmonument Aalmarkt 7 werd intern geheel gestript en dient nu als aparte entree voor de Aalmarktzaal, de nieuwe kleine zaal. Op Open Monumentendag 12 september 2009 werd het geheel geopend.

## Naamgeving
Nadat in 2009 was bekendgemaakt dat de Stadsgehoorzaal verder zou gaan onder de naam Stedelijk Concertgebouw Leiden, omdat City Concerthall Leiden internationaal beter te verkopen zou zijn, werd de oorspronkelijke naam Stadsgehoorzaal een jaar later hersteld.
Per 1 januari 2011 is de Stadsgehoorzaal Leiden gefuseerd met de Leidse Schouwburg tot Leidse Schouwburg - Stadsgehoorzaal. Naast deze overkoepelende benaming zijn de oude namen in gebruik gebleven.

## Foto's vóór en na de brand

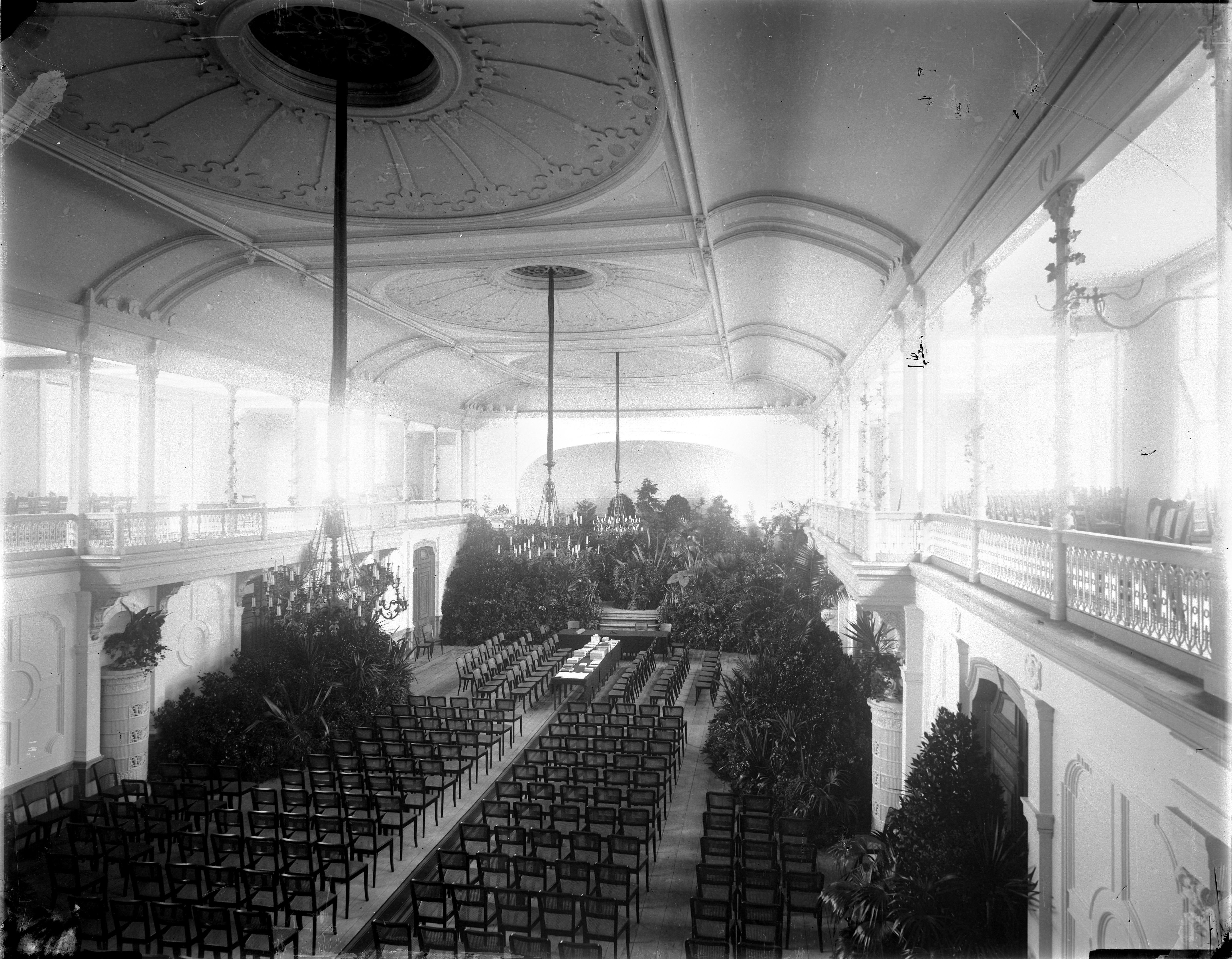
Interieur Grote Zaal vóór de brand. Glasnegatief, ca. 1885.
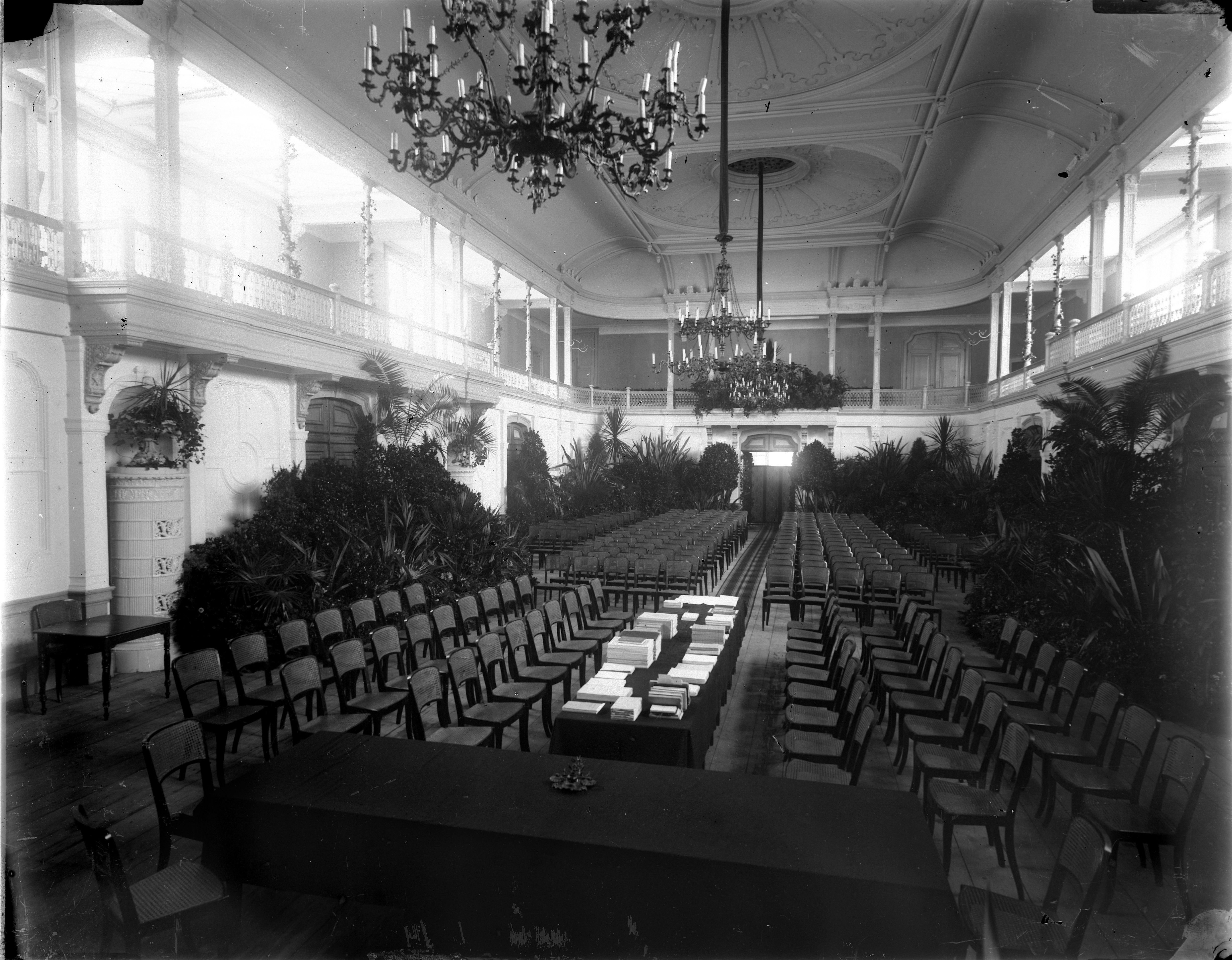
Interieur Grote Zaal vóór de Brand. Glasnegatief, ca. 1885.
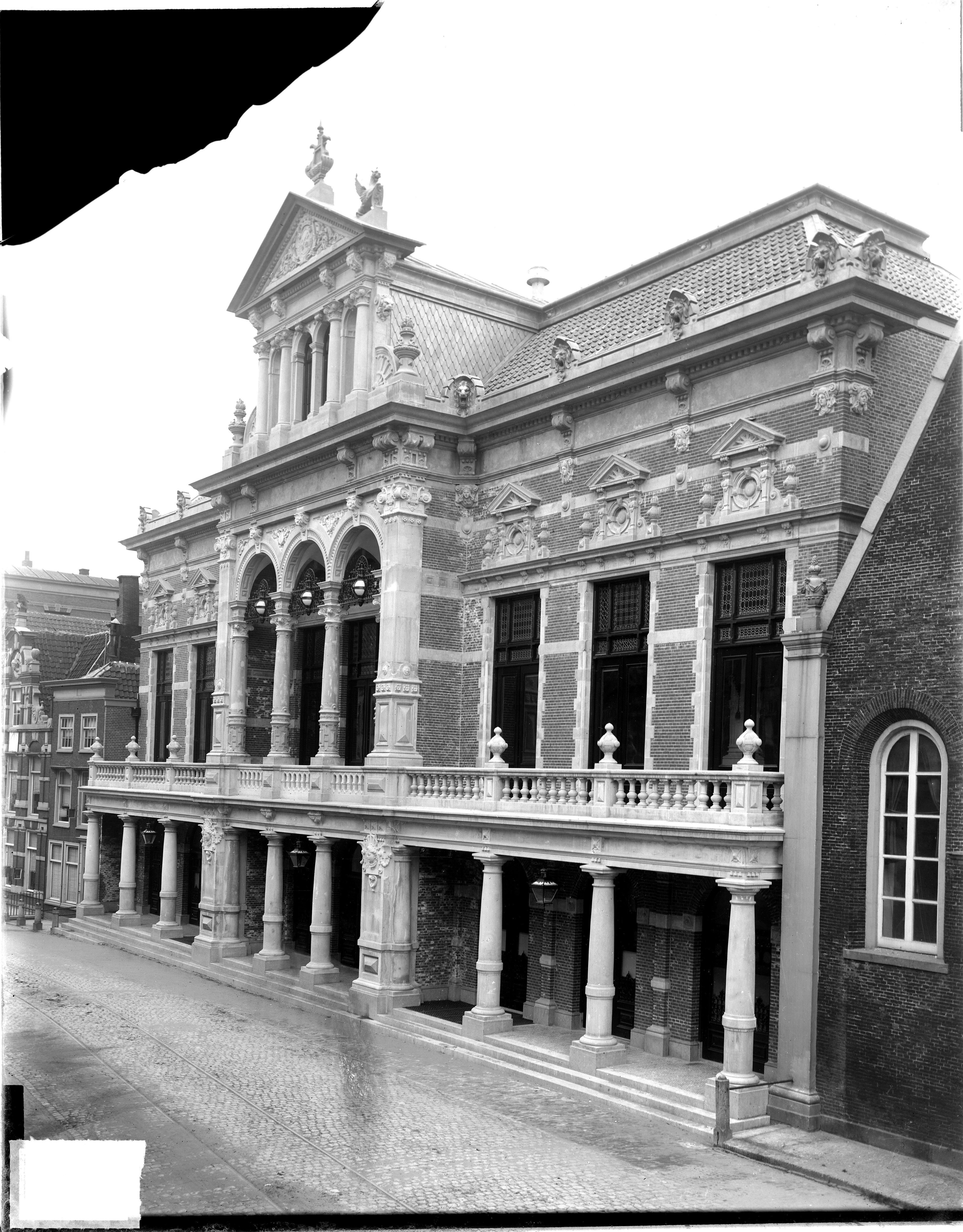
Gezicht op de stadsgehoorzaal. Glasnegatief, begin 20e eeuw.